# Geojinmar-ui geojinmal
Geojinmar-ui geojinmal (거짓말의 거짓말?), nota anche con il titolo internazionale Lies of Lies, è una serie televisiva sudcoreana del 2020 scritta da Kim Ji-eun e diretta da Kim Jeong-kwon.

## Trama
La ricca Ji Eun-soo improvvisamente uccide suo marito, e per questo viene arrestata; sua figlia nel frattempo viene data in adozione a un giornalista, Kang Ji-min. Per tornare a essere la madre della propria bambina, Eun-soo cerca allora di farsi sposare da Ji-min, fingendo di esserne innamorata; diversamente da ciò che inizialmente riteneva, la giovane inizia però a provare realmente dei sentimenti per l'uomo.